# Hugo Logothetti al II-lea
Hugo Logothetti al II-lea (n. 2 octombrie 1852, Cluj, Imperiul Austriac – d. 3 august 1918, Teheran, Iran) a fost un diplomat austro-ungar, ultimul ambasador al Imperiului Austro-Ungar la Teheran.